# Bachelor Party Vegas
Bachelor Party Vegas (no Brasil, Despedida de Solteiro em Las Vegas; em Portugal, Uma Moca de Fim-de-Semana) é um filme americano de 2006, uma comédia dirigida por Eric Bernt e estrelada por Kal Penn, Jonathan Bennett, Charlie Spiller e Donald Faison.

## Sinopse
Z-Bob (Penn), Ash (Faison), Nathan (Bennett), Johnny (Spiller) são um grupo de quatro rapazes que levam seu melhor amigo Nathan, que está prestes a se casar em uma memorável viagem a Las Vegas. Para dar adeus à vida de solteiro de seu melhor amigo, eles decidem viajar em grande estilo, com uma festa de despedida de solteiro bem extravagante na Cidade do Pecado. 
Limousines, paint ball, strippers, brinquedos sexuais, devassidão, álcool e jogos estão na agenda, até que descobrem que o Sr. Kidd (Vincent Pastore), o organizador da despedida de solteiro, é um ladrão de banco planejando o roubo de um cassino, dando origem a uma cadeia de eventos que transforma a noite em inferno. Fugindo da polícia, o segurança do casino, e os assassinos Anjos do Inferno, os cinco amigos são falsamente acusados de roubar um cassino, perseguidos pelo namorado de uma atriz pornô, um premiado lutador(Chuck Liddell), assaltados por uma imitadora mulher de Elvis (Kathy Griffin), presos na cadeia, e sobrevivem a muitas outras desventuras, até que finalmente, parece que suas próprias mortes estão nos planos.

## Elenco
- Kal Penn.....Z-Bob
- Jonathan Bennett.....Nathan
- Donald Faison.....Ash
- Charlie Spiller.....Johnny C. MacElroy
- Aaron Himelstein.....Eli
- Vincent Pastore.....Carmine/Sr. Kidd
- Chuck Liddell.....Ele mesmo
- Marisa Petroro.....Stripper
- Lin Shaye.....Cassandra
- Graham Beckel.....Policial Stone
- Diane Klimaszewski.....Chrissy
- Elaine Klimaszewski.....Missy
- Brent Briscoe.....Big Gut Mel
- Jaime Pressly.....Ela mesma
- Daniel Stern.....Harry Hard
- Diora Baird.....Penelope
- Lindsay Hollister.....Solteira
- Lester "Rasta" Speight.....Dente Dourado
- Steve Hytner.....Segurança do aeroporto
- Andrew Bryniarski.....Segurança brutamontes
- David Z. Chesnoff.....Motoqueiro UFC nº1
- Prefeito Oscar Goodman.....Ele mesmo
- Tamara Whelan.....Candy Juggs
- Sophia Rossi .....Atriz Pornô
- Kathy Griffin.....Elvis Mulher